# Литвин, Николай Викторович
Николай Викторович Литвин (укр. Микола Вікторович Литвин; род. 27 ноября 1963, Чистогаловка, Киевская область) — советский и украинский футболист, защитник, украинский футбольный тренер.

## Биография

### Карьера игрока
Начинал заниматься футболом в родном селе, участвовал в матчах первенства района и области. Первый тренер — О. И. Журавлёв. Позднее вошёл в юниорскую сборную Киевской области и был направлен в Республиканскую спортивную школу-интернат в Киеве, где тренировался у Владимира Алексеевича Горбача Владимир Григорьевича Киянченко. Вызывался в юниорскую сборную СССР под руководством Бориса Петровича Игнатьева и Николая Ивановича Киселёва, принимал участие в товарищеских и отборочных матчах.
Взрослую карьеру начал в 1981 году во второй лиге в составе черниговской «Десны». Был одним из самых результативных украинских защитников в лиге — отличился голами уже в двух первых матчах за команду, против «Новатора» и в товарищеской встрече с «Аугсбургом». Сезон 1982 года начал в «Десне», после чего перешёл в симферопольскую «Таврию», проводившую первый сезон в первой лиге после вылета из высшей. В клуб из Крыма провёл полтора сезона, затем был призван на военную службу, в это время недолго играл в соревнованиях КФК за команду из Коми, а затем был переведён в «Спартак» (Житомир). В 1986 году вернулся в «Десну», где провёл четыре сезона, сыграв 169 матчей во второй лиге. Дважды защитник становился лучшим бомбардиром черниговского клуба — в 1988 году (8 голов) и 1989 году (9 голов). В 1990 году перешёл в «Буковину» и в том же сезоне стал победителем западной зоны второй лиги, а в последнем сезоне первенства СССР играл со своим клубом в первой лиге.
После распада СССР продолжил выступать за клубы Украины, перейдя перед началом сезона 1992 года в винницкую «Ниву». Первый матч в высшей лиге Украины сыграл 21 марта 1992 года против запорожского «Торпедо», а первый гол забил во второй игре, 27 марта в ворота львовских «Карпат». В составе «Нивы» провёл всего два месяца, сыграв 9 матчей и забив один гол в высшей лиге. Затем играл за «Химик» (Житомир), остаток весеннего сезона 1992 года провёл в первой лиге, а в сезоне 1992/93 стал серебряным призёром второй лиги.
В первой половине 1994 года играл в высшей лиге Беларуси за «Ведрич» (Речица), провёл 15 матчей и забил один гол. Затем до конца карьеры играл за «Рось» из Белой Церкви во второй лиге Украины.

### Карьера тренера
Тренерскую карьеру начал в 33-летнем возрасте в клубе «Рось», где был играющим тренером. Вскоре был назначен главным тренером женского клуба «Легенда», под его руководством команда стала одной из сильнейших в стране. Трижды становился серебряным призёром женского чемпионата Украины (1997, 1998, 1999). Покинув «Легенду», некоторое время работал с детскими и любительскими командами, под его руководством делал первые шаги во взрослом футболе Александр Пищур. В 2002 году вновь возглавил «Легенду», становился чемпионом (2002, 2005) и серебряным призёром (2003, 2004) чемпионата Украины, обладателем и финалистом Кубка страны среди женщин. Одновременно в 2002—2003 годах возглавлял женскую сборную Украины.
В дальнейшем входил в тренерский штаб черниговской «Десны» и возглавлял любительский клуб «Володарка». В 2014 году вошёл в руководством клуба «Арсенал-Киевщина», игравшего во второй лиге, где занимал различные должности — спортивного директора, тренера. Дважды становился главным тренером клуба — в сезоне 2014/15 и с февраля по октябрь 2016 года.

## Личная жизнь
Братья Евгений, Василий и Валентин тоже занимались футболом, но играли только на региональном уровне.